# 腓特烈大帝号战列舰
腓特烈大帝号战列舰是德意志帝國海軍五艘皇帝级无畏战列舰的2号舰。它由汉堡的伏尔铿船厂承建，自1910年1月26日开始龙骨架设，1911年6月10日下水，至1912年10月15日交付使用。该舰在五座双联装炮塔中装备有十门305毫米50倍径速射炮，最高速度可达23.4節（43.3每小時）。在第一次世界大战的大部分时间里，腓特烈大帝号都隶属于公海舰队的第三战列分舰队，并从入役后至1917年一直担任舰队的旗舰。
连同四艘姊妹舰皇帝号、皇后号、柳特波德摄政王号和阿尔贝特国王号一起，腓特烈大帝号参与了一战期间的所有舰队主要行动，其中包括1916年5月31日至6月1日爆发的日德兰海战。在德军战线的中心，腓特烈大帝号并未像国王号、大选帝侯号以及第一侦察集群的大巡洋舰等领头的德国舰只那样，与敌舰有大量接触，故而得以在战斗中毫发无损。至1917年，腓特烈大帝号的舰队旗舰职责才被超无畏舰巴登号所取代。
随着德国战败并于1918年11月签署了停战协定后，腓特烈大帝号与公海舰队的大部分主力舰都被英国皇家海军扣押在斯卡帕湾。在协约国就《凡尔赛条约》的最终版本进行谈判期间，这些舰只被解除武装并仅保留了基干船员。1919年6月21日，即条约签署的前几天，海军少将路德维希·冯·罗伊特作为被扣押舰队的指挥官，下令全数凿沉己方舰队，以确保英国人无法强占舰只。腓特烈大帝号于1936年被打捞上岸并拆解报废。其舰钟于1965年被归还给德国，如今陈列在格吕克斯堡的德国海军基地内。

## 建设及设计

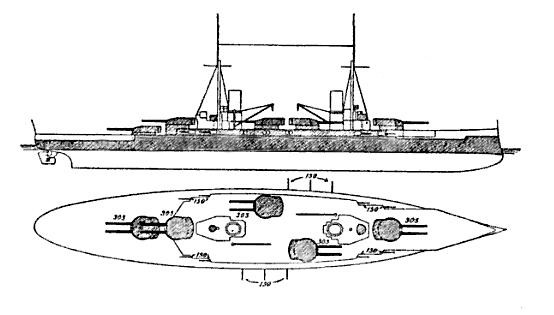
皇帝级布置略图，阴影部分为装甲保护区域

腓特烈大帝号最初是由德意志帝国海军以“海姆达尔代舰”（Ersatz Heimdall）作为合同代号订购，以取代过时的岸防舰海姆达尔号。它于1910年1月26日在汉堡的伏尔铿船厂开始架设龙骨，1911年6月19日下水，继而进行坞内试验。在下水仪式上，由亚历山德拉·维多利亚公主主持为舰只命名，并由陆军元帅科尔玛·冯·德·戈尔茨发表演说。随后，舰只被转移至威廉港，并于1912年10月15日加入舰队。在参与了波罗的海演习后，腓特烈大帝号又转往基尔进行最后的舾装工序。至1913年1月22日，该舰终于正式入役。
腓特烈大帝号的全长为172.4米、舷宽29米、有9.1米的前吃水和8.8米的后吃水，满载排水量达到27000吨。它使用3套AEG-柯蒂斯蒸汽涡轮机作为动力装置，并由16台燃煤锅炉供应蒸汽。在海试过程中，这套动力装置产生的最高速度达到22.4節（41.5每小時）。全舰贮煤3600吨，可以12節（22每小時）的速度续航7,900海里（14,600）。
舰只装备的主炮为分布在五座双联装炮塔中的十门305毫米50倍径速射炮。它摒弃了以往德式战列舰的低效六边形炮塔排列；相反，五座炮塔中的三座是安装在中心线上，其中设于舰艉的两座是以超射布局排列。其余两座则以雁列式布局安装在舰舯，可同向进行侧舷齐射。副炮系统则包括十四门安装在舰舯炮廓内的150毫米45倍径速射炮、八门88毫米45倍径速射炮以及四门88毫米45倍径高射炮。此外，腓特烈大帝号还备有五具500（20英寸）鱼雷发射管。其中舰艏一具，两边舷侧各两具。
腓特烈大帝号受到克虏伯生产的渗碳装甲所保护，其主装甲带在中央堡垒上有350（14英寸）厚；主炮塔的正面和两侧则有300（12英寸）厚。司令塔的装甲厚度则更为殷实，两侧达到400（16英寸）。与同级的另外四艘舰一样，腓特烈大帝号是在1916年的日德兰海战之后才加装了防鱼雷网。

## 服役历史
1913年1月入役后，腓特烈大帝号先是完成了海试，然后于3月2日取代德国号担任公海舰队旗舰。该舰于1913年2月参加了第一轮舰队演习，地点位于卡特加特海峡和北海。接下来的一个月，它又参加了3月12－14日举行的另一轮演习。同年4月，腓特烈大帝号返回船坞进行定期维护，并在月底前准备好进行炮术训练。5月5－27日，该舰在北海再参加了一次大规模的舰队演习。作为帝国海军最新的战列舰，腓特烈大帝号被派往基尔出席6月的基尔周活动。在那里，意大利国王维托里奥·埃马努埃莱三世偕王后埃琳娜登舰参观。7月中旬，舰队前往挪威展开了每年一度的夏季巡航，并一直持续至8月中旬。巡航期间，腓特烈大帝号到访了挪威港口巴尔霍尔门。秋季演习是在舰队返回后进行的；它从8月31日持续至9月9日。在10月和11月则分别进行了部队演练和单舰训练。
1914年初，腓特烈大帝号参加了额外的单舰和部队训练。年度的春季演习于3月底在北海举行。随后的4月和5月在波罗的海与北海举行了进一步的舰队演练。同年，该舰再度出席基尔周。尽管在6月28日弗朗茨·斐迪南大公遇刺后的国际紧张局势不断加剧，公海舰队还是于7月13日开始了前往挪威的夏季巡航。在帝国海军于和平时期的最后一次巡航期间，舰队在7月25日抵达挪威峡湾之前于斯卡恩附近进行了训练。翌日，由于奥匈帝国向塞尔维亚王国发出最后通牒，舰队开始向德国返航。27日，整个舰队在斯屈德內斯角集结，然后回到港口，并保持高度戒备状态。第二天，奥匈帝国和塞尔维亚之间爆发了战争，在一周的时间里，几乎所有欧洲列强都加入了这场冲突。

### 第一次世界大战
腓特烈大帝号跟随公海舰队在北海进行了多次扫荡和推进。第一次发生在1914年11月2－3日，但没有遭遇英国部队。根据公海舰队总司令、海军上将腓特烈·冯·英格诺尔的策略，他们将利用海军少将弗朗茲·馮·希佩爾麾下第一侦察集群的大巡洋舰袭扰英国沿岸城镇，以诱使英国大舰队抽调部分兵力出击，进而被埋伏一旁的公海舰队主力歼灭。1914年12月15－16日对斯卡布罗、哈特尔浦及惠特比的突袭便是首次类似行动。12月15日傍晚，由十二艘无畏舰（包括腓特烈大帝号及其四艘姊妹舰）连同八艘前无畏舰组成的德国战列舰编队，来到距离英国一个孤立分舰队的六艘战列舰约10海里（19）范围内。然而，敌对驱逐舰之间在黑暗中进行的零星冲突使得英格诺尔确信自己面对的是整个大舰队主力。根据德皇威廉二世的命令，为避免不必要的冒险，英格诺尔中断了交战并将舰队撤回德国。
随着大巡洋舰布吕歇尔号在1915年1月的多格滩海战中遭击沉，德皇于2月2日解除了英格诺尔上将的职务。海军上将胡戈·冯·波尔接替他担任公海舰队司令。波尔上将延续了前任的策略，于1915年指挥了一系列的舰队推进，腓特烈大帝号也参与其中；在3月29－30日的首次类似行动中，舰队驶出泰尔斯海灵岛以北，并平安返航。另一次发生在4月17－18日，腓特烈大帝号与舰队余部负责对第二侦察集群的布雷行动提供掩护。三天后，即4月21－22日，公海舰队向多格滩推进，但同样未能遇到任何英军。
第二侦察集群于5月17－18日进行了另一次布雷行动，腓特烈大帝号随舰队余部再度出动提供支援。不到两周后，即5月29－30日，舰队试图在北海展开一次扫荡，但恶劣的天气迫使波尔在距离斯希蒙尼克島约10海里（19）处便取消了行动并折返。其后舰队一直停留在港口直至8月10日，当时它们出动前往黑尔戈兰岛掩护辅助巡洋舰海鸥号返回。一个月后，即9月11－12日，舰队又对在斯瓦特滩附近的另一次布雷行动提供掩护。这一年的最后一次行动于10月23－24日展开，但朝着犄角礁方向的推进同样无功而返。
1916年1月11日，海军上将赖因哈德·舍尔接替了罹患肝癌的波尔。一周后的1月18日，舍尔在腓特烈大帝号舰上升起了自己的将旗。舍尔提出了一个更激进的策略，旨在与大舰队正面对抗；该策略于2月获得了德皇的批准。舍尔的首个行动是在3月5－7日，对霍夫登海域无疾而终的扫荡。3月25－26日，希尔又试图攻击一支突袭了岑讷的英国部队，但未能找到他们的位置。舰队随后于4月21－22日再次推进至犄角礁。
4月24日，希佩尔麾下第一侦察集群的大巡洋舰组织了一场针对英国海岸的突袭，腓特烈大帝号随公海舰队余部对此提供远航支援。大巡洋舰塞德利茨号在前往目标地点的途中不慎触雷，被迫折返。其余大巡洋舰则在毫无抵杭的情况下炮击了洛斯托夫特，但在接近雅茅斯时，他们遇到了哈里奇部队的英国巡洋舰。双方就此进行了一场短暂的炮斗，其后哈里奇部队撤退。而关于该地区有英国潜艇出没的报告也促使第一侦察集群撤退。与此同时，已接获警报称大舰队会从斯卡帕湾基地出动的希尔也撤回到了更安全的德国水域。

#### 日德兰大战

1916年5月31日-6月1日的示意图，蓝色为英国舰队，红色为德国舰队

在袭击洛斯托夫特后不久，舍尔便开始计划再次涉足北海。他原本打算在5月中旬发动这次行动，届时因触雷受损的塞德利茨号将得到修复——舍尔不愿意在大巡洋舰部队缺编的状态下贸然展开大规模袭击。5月9日，几艘战列舰的推进系统出现问题，使行动被进一步推迟至5月23日。到5月22日，塞德利茨号仍未完全修复，行动只能再次推迟至5月29日。5月29日中午，塞德利茨号的修理终于完成，得以返回第一侦察集群。这次行动的计划要求希佩尔的大巡洋舰朝北驶向斯卡格拉克海峡，目的是引出一部分英国舰队，以便被埋伏在附近的舍尔战列舰摧毁。
作为公海舰队旗舰，腓特烈大帝号在战斗序列中单列位居第八；德国人的战列线由第三战列分舰队第五支队的4艘国王级舰只居首，其次是第四支队的4艘皇帝级舰只。腓特烈大帝号是其所在支队的最后一艘舰，正好位于柳特波德摄政王号之后和东弗里斯兰号之前——这是第一战列分舰队第一支队司令、海军中将埃尔哈特·施密特的旗舰。第一分舰队由8艘黑尔戈兰级和拿骚级战列舰组成，而海军少将弗朗茨·毛弗麾下第二战列分舰队的六艘老旧前无畏舰则负责殿后。5月31日凌晨2:00，希佩尔麾下作为舰队侦察部队的五艘大巡洋舰驶离亚德湾；舍尔率公海舰队也在一个半小时后跟进。
在欧洲中部时间16:00前不久，第一侦察集群的大巡洋舰遇到了由戴维·贝蒂率领的英国第1战列巡洋分舰队，双方随即展开火炮对决。德军首先在17:00过后击沉了皇家海军不倦号、不到半小时后又击沉了玛丽皇后号。与此同时，德国的大巡洋舰正在向南驶去，将英国舰只引向公海舰队的主体。至17:30，德国领头的战列舰国王号船员发现己方第一侦察集群和敌方第1战斗巡洋分舰队正在接近；其中德国大巡洋舰正驶往右舷，而英国军舰则驶往左舷。17:45，舍尔下令向左转舵两点，以便让他的舰群靠近英国战列巡洋舰和与之相随的第5战列分舰队的高速战列舰；一分钟后，他又下达了开火的指令。
腓特烈大帝号仍然在英国战列巡洋舰和第5战列分舰队的射程之外，所以它最初并未开火。在17:48至17:52之间，腓特烈大帝号和另外十艘战列舰与英国的第2轻巡洋分舰队交火，但在此期间只有拿骚号取得命中。不久之后，德国战列线又遇到了已经瘫痪的英国驱逐舰涅斯托尔号和游牧民号。腓特烈大帝号及其三艘姊妹舰瞄准了游牧民号，并迅速将之击沉。涅斯托尔号同样被第一分舰队的战列舰摧毁。19:00后不久，德国战列线与英国巡洋舰发生了一场混战。战斗的中心是受损的德国小巡洋舰威斯巴登号，它当时已被英方战列巡洋舰无敌号的火炮击致失效。第三分舰队司令兼国王号舰长、海军少校保罗·贝恩克试图调遣他的部队来保护受损的小巡洋舰。与此同时，英国的第3及第4轻巡洋分舰队开始对德舰队形展开鱼雷攻击；在推进至鱼雷射程范围期间，它们也利用主炮压制威斯巴登号。德国第三分舰队的8艘战列舰同时向英国的轻巡洋舰群猛烈开火，但即便是它们主炮的持续火力也未能击退对手。英国装甲巡洋舰防卫号、勇士号以及黑太子号陆续加入了对瘫痪的威斯巴登号的围攻。当大多数第三分舰队的战列舰向进攻中的装甲巡洋舰猛烈开火时，腓特烈大帝号则与第一分舰队的战列舰在8,800至11,400（9,600至12,500碼）的距离与英国战列舰厌战号交战，直至对手消失在雾霾中。在此期间，厌战号被13枚重型炮弹击中，尽管发射这些炮弹的舰只已无法辨认。
在成功地与英军脱离接触后，舍尔下令舰队采取夜间巡航编队，但由于舍尔所在的腓特烈大帝号与领头的威斯特法伦号发生通讯错误，这一调整被迫推迟。一连串的调转航线和混乱的腾挪打乱了舰只的次序，使舰队直至23:30才完成巡航编队。腓特烈大帝号此时是24艘战列舰中的第9艘，跟随在第一分舰队的8艘战列舰之后。6月1日01:00后不久，已经遭重创的英国装甲巡洋舰黑太子号无意中闯入德军战列线。图林根号遂以探照灯照亮目标，并由腓特烈大帝号、图林根号、拿骚号和东弗里斯兰号利用主炮和副炮近距离炮击巡洋舰。几分钟后，黑太子号爆炸沉没，其舰上857名官兵全数阵亡。
在领头的第一战列分舰队与英国驱逐舰进行了一系列的夜间交战后，公海舰队成功突破了英国的轻型部队，并于凌晨4:00抵达犄角礁。几小时后，德国舰队回到威廉港；由第一分舰队的5艘战列舰在外围锚区组成防御阵地，而皇帝号、皇后号、柳特波德摄政王号和王储号则在威廉港入口处戒备。舰队余部进入威廉港，包括腓特烈大帝号在内的其它仍处于战斗状态的舰只得以补充它们的燃料和弹药储备。在整场战斗中，腓特烈大帝号共发射了72发主炮和152发副炮炮弹，全舰毫发无损。

#### 后续北海行动
1916年8月18日，腓特烈大帝号参与了炮击桑德兰的行动。舍尔上将试图重演5月31日的原计划：利用具备作战条件的两艘大巡洋舰毛奇号和冯·德坦恩号，在三艘速度更快的无畏舰支援下，将炮击桑德兰沿岸城镇，进而引诱并摧毁贝蒂的战列巡洋舰。身处腓特烈大帝号舰上的舍尔则携舰队余部跟随其后提供掩护。在1916年8月19日行动中，舍尔在收到一架齐柏林飞艇发出的关于该地区有一支英国部队出没的虚假情报后，掉头向北。结果，炮击没有发生，至14:35，舍尔收到了大舰队逼近的警告，于是调转部队撤回德国港口。
另一次舰队行动发生于10月18－19日，但在没有遇到任何英国部队的情况下结束。公海舰队于12月1日重组；4艘国王级战列舰和新入役的巴伐利亚号一起留在第三分舰队，而包括腓特烈大帝号在内的5艘皇帝级舰只则被转移至第四分舰队。1917年3月，作为舰队旗舰而建的新式战列舰巴登号开始服役；17日，舍尔从腓特烈大帝号降下了他的将旗，并转升至巴登号。7月4日至5日，腓特烈大帝号舰上的水兵发起了绝食抗议，抗议他们获得的食物质量低劣且数量不足。舰上军官作出让步，让船员们吃了一顿麦米汤，并同意成立一个可让水兵们在选择配给和准备方面有发言权的膳食委员会（Menagekommission）。7月11日，再有几艘舰上发生了不服从命令的事件，肇事者被逮捕并受到审判。来自腓特烈大帝号的司炉兵马克斯·赖希皮奇于9月5日在科隆被判处死刑并由行刑队执行枪决。

#### 阿尔比恩行动

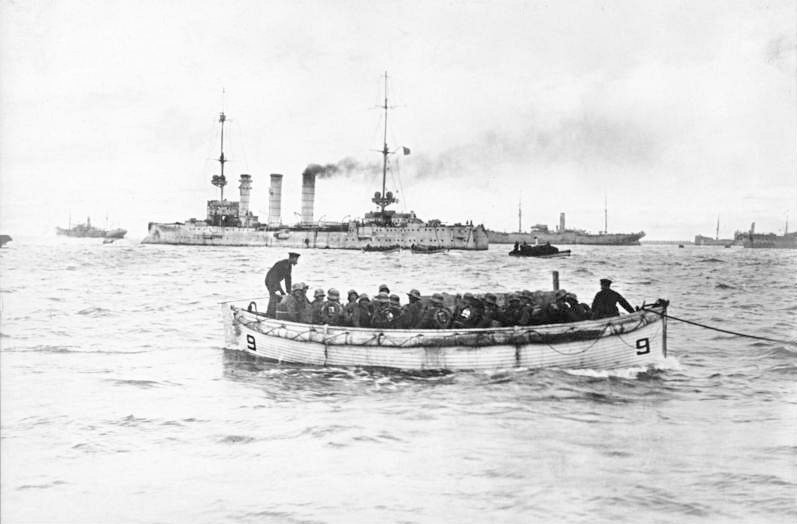
德军在萨马雷岛登陆

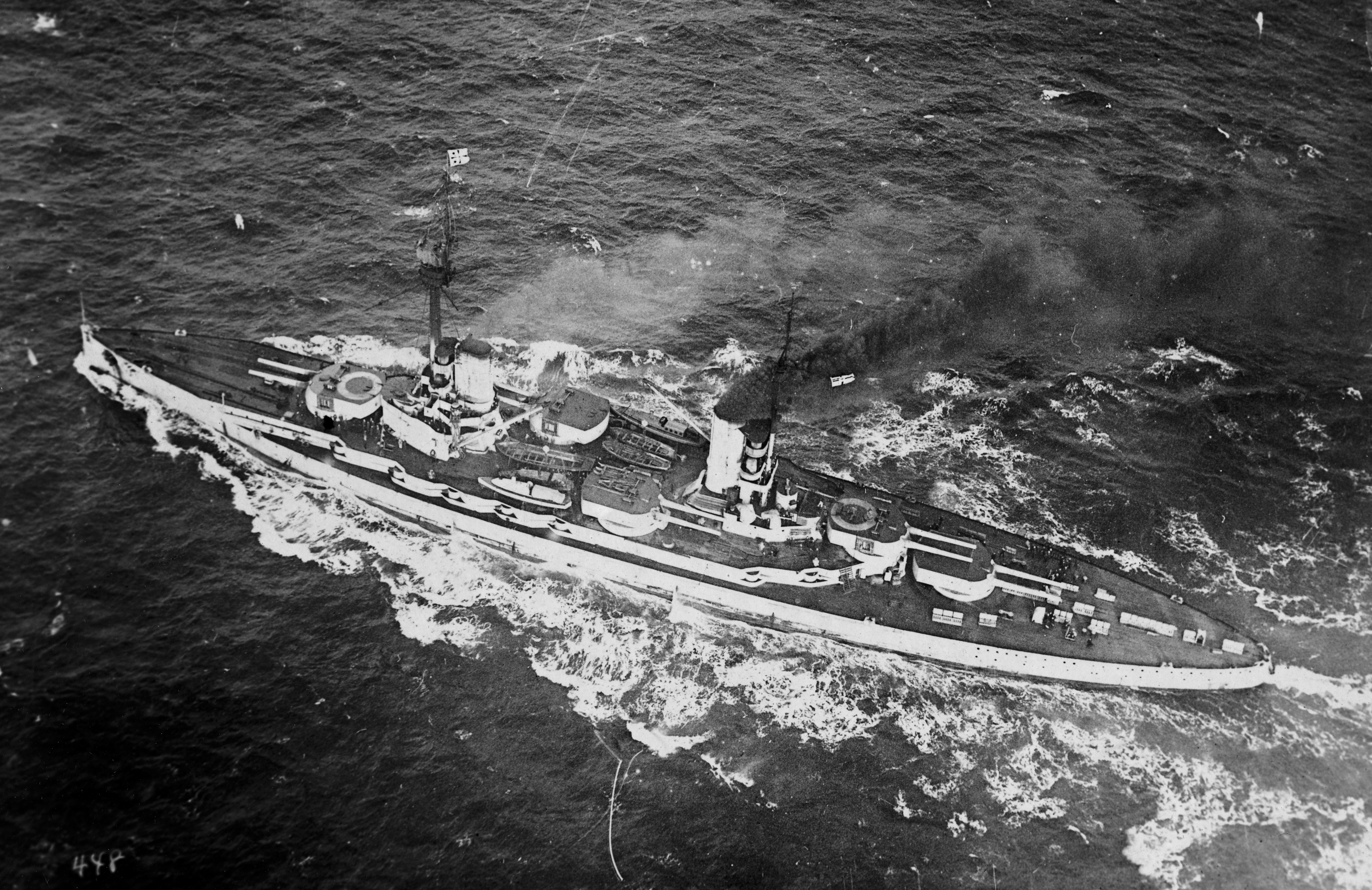
腓特烈大帝号前往斯卡帕湾

展示腓特烈大帝号（#2）的舰只凿沉图

1917年9月上旬，继德国攻克俄国港口里加后，德国海军决定歼灭仍占据在里加湾的俄国海军力量。为此目的，海军参谋本部的行动计划是夺取波罗的海岛屿萨雷马岛，尤其是夺取瑟尔韦半岛的俄国炮台。海军参谋本部于9月18日发布命令，要求与陆军展开联合行动，以占领萨雷马岛及穆胡岛。海军的主力是由一个特编部队组成，其中包括旗舰毛奇号，以及公海舰队的第三和第四战列分舰队。连同九艘小巡洋舰、三支鱼雷艇区舰队和数十艘水雷艇，整个出战规模约为300艘舰船，并有超过100架飞机和6艘飞艇提供空中支援。共计约24600名官兵参与此次入侵。抗击德国的力量则包括俄国老式的前无畏舰光荣号和太子号，装甲巡洋舰巴扬号、马卡罗夫将军号和狄安娜号，26艘驱逐舰，以及若干鱼雷艇和炮艇。而萨雷马岛的驻军人数约为14000人。
行动于10月12日上午开始，当时毛奇号和第三分舰队的舰只在塔加拉赫湾与俄国舰艇交战，而腓特烈大帝号与第四分舰队的其余舰只则在萨雷马岛外围炮轰瑟尔韦半岛上的俄国岸基炮台。两个地点的岸基炮台很快便被战列舰的重炮所摧毁。14日上午，腓特烈大帝号、皇后号和阿尔贝特国王号又被派往支援正向安塞居拉推进的德军。这三艘舰向泽列尔角的炮台轰击了一个小时，迫使大多数俄军炮手逃离了他们的阵位。
至10月20日，岛上的战斗逐渐平息，穆胡岛、萨雷马岛和希乌马岛均被德国人占领。而在前一天，海军部已下令停止海军行动并命无畏舰尽快返回公海舰队。10月27日，腓特烈大帝号脱离行动并返回北海，并恢复警戒职责。该舰于1918年4月23－25日参加了前往挪威截击英国船队的无果推进。随后，她进入旱坞进行全面维修，维修从7月26日持续至9月28日。

### 结局
1918年10月底，即停战协定生效的几天前，腓特烈大帝号及其四艘姊妹舰参加了最后一次舰队行动。行动的设想是公海舰队将从威廉港基地全体出动，以寻找与大舰队决战；为了使德国取得更好的谈判地位，此时的公海舰队司令希佩尔和舍尔意图不惜一切代价重创英国海军——尽管预计会有伤亡。然而，许多厌战的水兵却认为，这次行动将破坏和平进程并会延长战事。1918年10月29日清晨，舰队接到了翌日从威廉港启航的命令。从当日晚上开始，图林根号与其它几艘战列舰上的水兵开始发动叛变。30日，叛变蔓延至腓特烈大帝号，其舰上的船员进行了各种形式的被动抵抗，包括在加煤时故意采取“怠工行为”。骚乱最终迫使希佩尔和舍尔取消了这一行动。当得知这一情况后，德皇威廉二世悲哀地表示：“我已不再拥有海军”。
随着德国在1918年11月投降，公海舰队的大部分舰只将在海军少将路德维希·冯·罗伊特的指挥下，被扣押至斯卡帕湾的英国海军基地。在德国舰队离港之前，海军上将阿道夫·馮·特羅塔向罗伊特明确表示，他决不允许协约国在任何条件下强占舰只。舰队先是与加迪夫号轻巡洋舰会合，再在由370艘英国、美国和法国军舰组成的大规模联队的监督下，开往斯卡帕湾。英国在扣押德国舰队后拆除了其舰炮的炮闩以防不轨，并将各舰的船员编制减少为200名官兵。
在落实凡尔赛条约的谈判过程中，舰队仍然维持拘禁状态。罗伊特推断英国方面将在6月21日，即谈判到期而无法达成协议的情况下会强行抢占德国军舰，却不知该期限已被延长至6月23日。为了防止这种情况，他决定第一时间凿沉己方舰只。6月21日上午，英国舰队离开斯卡帕湾进行训练演习；罗伊特于11:20向全体德国军舰下达了他的命令。腓特烈大帝号于12:16倾覆并沉没。1936年，该舰的残骸被打捞上岸，并拆解报废；工程于1937年4月29日完成。1965年8月30日，英国通过巡防舰舍尔号将留存下来的舰钟归还德国；它如今陈列在格吕克斯堡的德国海军基地内。